# Jürgen Lennartz
Jürgen Lennartz (* 18. Januar 1957 in Düren) ist ein deutscher Politiker (CDU).

## Leben
Nach dem Abitur im Jahr 1976 studierte Lennartz Rechtswissenschaften an der Universität zu Köln. Nach seinem ersten Staatsexamen im Jahr 1982 absolvierte er das Referendariat in Köln, Aachen und Düren und legte 1985 sein zweites Staatsexamen ab. Danach war er als Rechtsanwalt tätig und arbeitete anschließend von 1987 bis 1999 im Bundesministerium für Umwelt, Naturschutz und Reaktorsicherheit. Von 1999 bis 2005 war Lennartz Leiter der Abteilung Planung, Recht und Koordination in der saarländischen Staatskanzlei. Von 2005 bis 2019 war er Bevollmächtigter des Saarlandes beim Bund. 
Am 9. Mai 2012 wurde Jürgen Lennartz von der saarländischen Ministerpräsidentin Annegret Kramp-Karrenbauer zusätzlich zum Chef der Staatskanzlei (CdS) im Rang eines Staatssekretärs ernannt. Ab dem 22. Mai 2012 war er auch Mitglied des Bundesrates.
Am 30. Oktober 2019 wurde Lennartz in den einstweiligen Ruhestand versetzt und schied aus dem Landesdienst des Saarlandes aus.